# 石泉路街道
石泉路街道是上海市普陀区中部的一个街道办事处。1987年10月，石泉新村街道成立。1991年10月4日，石泉新村街道和朱家湾街道合并成立石泉路街道。石泉路街道北依沪宁铁路，南临中山北路，东至光新路，西至曹杨路、武宁路。行政区域面积3.45平方公里。户籍人口10.03万人（2009年6月底）。
街道范围内有38个住宅小区，已建成13个市级文明小区，15个区级文明小区。

## 行政区划
石泉路街道下辖23个居民委员会：中山新村居委会、镇坪路居委会、太浜巷居委会、薛家厍居委会、信仪新村居委会、石泉新村第一居委会、石泉新村第二居委会、石泉六村居委会、铁路新村居委会、洵阳新村第一居委会、洵阳新村第二居委会、石岚三村居委会、管弄新村第一居委会、管弄新村第二居委会、管弄新村第三居委会、铜川路居委会、陆家宅第一居委会、陆家宅第二居委会、联合新村居委会、和平新村居委会、兰凤新村居委会、中宁路居委会、秋月枫舍居委会。